# Candy Dulfer
Candy Dulfer (Amsterdam, 19 september 1969) is een Nederlandse saxofoniste. 

## Biografie
Candy Dulfer is de dochter van Hans Dulfer, ook een bekend saxofonist. Al op jonge leeftijd trad ze op met haar vader. Op 11-jarige leeftijd maakte ze haar eerste plaat met hem. Ook speelde zij als jong meisje in kleine gelegenheden samen met Rosa King, een grote bekende saxofoniste. In 1982 trad Dulfer als 13-jarige met haar band Own Cultivation op op het North Sea Jazz Festival. Met drummer Joost Kesselaar, bassist Tom Jaburg (broer van de eveneens bekende Bas Jaburg), gitarist Eddy Polak (Tup) en trompettist/zanger Winfried Splinter, schreef ze geschiedenis: de Faya Lobbi-zaal zat bomvol om de jongste band uit de geschiedenis van het North Sea te zien. Twee jaar later richtte ze haar eigen band op, Funky Stuff. Vrij snel hierna trad ze regelmatig op voor radio en televisie. Ook speelde ze mee op de soundtrack van Een maand later, een Nederlandse film van Nouchka van Brakel.
In 1987 speelde Dulfer in het voorprogramma van Madonna in het Feyenoord-stadion in Rotterdam. Later vroeg ook Prince haar om op te treden in zijn voorprogramma voor zijn concerten in Nederland. Drie dagen voor het optreden zei Prince Funky Stuff onverwachts af. Na een boze brief van Dulfer, mocht ze een nummer met hem spelen. Dit maakte zo'n indruk op Prince dat hij haar vroeg om met hem aan enkele projecten in de Verenigde Staten te werken. In 1989 maakte Dulfer enkele nummers met Dave Stewart, gitarist van Eurythmics. Een van deze nummers, Lily was here, de titeltrack van de Nederlandse speelfilm De kassière, werd eind 1989 een nummer 1-hit in Nederland.
Dulfer had in 1990 een gastoptreden bij Pink Floyd op het festival “Live at Knebworth”.  In dat jaar verscheen een debuut soloalbum, getiteld Saxuality. Op dit album, waarvan er wereldwijd meer dan een miljoen exemplaren over de toonbank gingen, stonden enkele grote hits. In deze jaren won Dulfer drie maal een Exportprijs, waaronder voor Saxuality.
In 1993 verscheen het album Sax-a-go-go. De gelijknamige single werd op zondag 31 januari 1993 verkozen tot de allereerste megahit van de week op Radio 3 en leverde Dulfer opnieuw een top 10-hit op in de Nederlandse Top 40. In de Mega Top 50 behaalde de plaat de 12e positie. Het album werd in 1995 opgevolgd door Big girl, waarvan de titel een knipoog was naar een vroeger album van haar vader, dat Big boy heette. Dulfer speelde opnieuw met Prince en Van Morrison tijdens hun concerten. Ze speelde mee op enkele Prince producties en was ze te zien in zijn videoclip van de single Partyman. 
Het vierde studioalbum For the love of you kwam uit in 1997 en bevatte bijdragen van o.a. Trijntje Oosterhuis en Berget Lewis. Met vader Hans heeft ze een gastrol op het album Some Love (2001) van Soulvation. Het album werd een succes in Nederland, Japan en de VS. In de volgende jaren volgden de albums Girls night out, Live in Amsterdam en Right in my soul, met wisselend succes. 
In 2005 speelde Dulfer mee op enkele nummers van het album Grip van Lohues & the Louisiana Blues Club. Dulfers studioalbum Candy store werd op 22 juni 2007 uitgebracht door haar nieuwe platenmaatschappij Heads up international. Bijna alle albums zijn geproduceerd door Red Bank Productions.
In 2013 maakte het grootschalige Nederlands publiek kennis met haar als jurylid in het televisieprogramma X-Factor. In juni 2014 trouwde ze in Hongarije met keeperstrainer Bela Szenasi, van wie ze in 2017 scheidde. Dulfer bracht begin 2017 de cd Together uit, in oktober van dat jaar gevolgd door haar boek Sax, Candy & Rock-‘n-Roll. Het boek werd geschreven in samenwerking met Liddie Austin. Sinds 2021 presenteert Dulfer het programma Candy's World als dj op Sublime, een radiozender voor funk, soul en jazz.
In 2022 kwam een documentaire over haar leven uit in de Nederlandse bioscopen. Regisseuse Carine Goeijers volgde haar enkele jaren rond 2019-22 zowel in het huiselijk leven als op concerten van Nederland tot Japan. De documentaire kaart haar muzikale carrière aan, van de vroege blitz-start met de wereldsterren Prince en Dave Stewart tot recent werk met Nile Rodgers tijdens de Coronapandemie. Persoonlijk gaat het over haar relatie met haar moeder-manager en vooral haar vader-saxofonist Hans Dulfer, haar kinderwens en haar leven als bonusmoeder van de twee kinderen van haar levenspartner.
In 2023 verscheen haar album We Never Stop met onder meer Nile Rodgers.

## Prijzen
In de jaren negentig won Dulfer meermalen de Conamus Exportprijs. Dulfer kreeg in maart 2007, tijdens het Harpen Gala, een Gouden Harp uitgereikt. Zij trad op met het Metropole Orkest o.l.v. Jurre Haanstra.

## Televisie

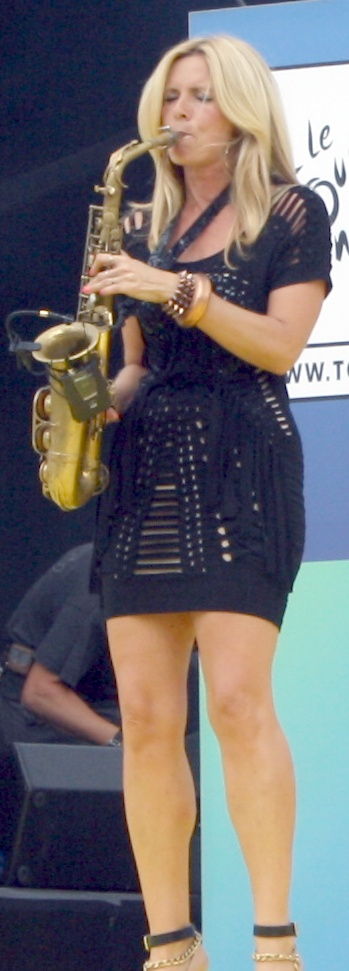
Candy Dulfer tijdens de teampresentatie van de Ronde van Frankrijk 2010

Dulfer heeft onder andere opgetreden in:
- Videoclip Partyman van Prince (1989)
- The Tonight Show met Jay Leno
- Good Morning America
- Showbiz Today (CNN)
- Saturday Night Live
- The Sinbad Show
- The Arsenio Hall Show
- Ohne Filter
- The Harald Schmidt Show
- Rockpalast
- Pepe Linhardt
- De Vrienden van Amstel LIVE! (2006)
- Candy meets... (NPS, 2007)
- Mike & Thomas Show (VARA, 2007)
- De Wereld Draait Door (VARA, 6 april 2009)
- X Factor (Nederland) (2013)

## Privéleven
Sinds 2019 heeft zij een relatie met Rafaël Nagelkerke, met wie zij zich in 2023 verloofde.

## Discografie

### Albums
| Album met eventuele hitnotering(en) in de Nederlandse Album Top 100 | Datum van verschijnen | Datum van binnenkomst | Hoogste positie | Aantal weken | Opmerkingen     |
| ------------------------------------------------------------------- | --------------------- | --------------------- | --------------- | ------------ | --------------- |
| Saxuality                                                           | 1990                  | 02-06-1990            | 4               | 23           |                 |
| Sax-a-go-go                                                         | 01-03-1993            | 13-03-1993            | 7               | 19           |                 |
| Big girl                                                            | 1995                  | 04-11-1995            | 28              | 7            |                 |
| For the love of you                                                 | 1997                  | 17-05-1997            | 14              | 10           |                 |
| The best of Candy Dulfer                                            | 1998                  | -                     |                 |              | Verzamelalbum   |
| Girls night out                                                     | 1999                  | 25-09-1999            | 94              | 2            |                 |
| Live in Amsterdam                                                   | 2000                  | 03-02-2001            | 27              | 9            | Livealbum       |
| Dulfer Dulfer                                                       | 2002                  | -                     |                 |              | met Hans Dulfer |
| Right in my soul                                                    | 2003                  | 10-05-2003            | 53              | 3            |                 |
| Live at Montreux 2002                                               | 2005                  | -                     |                 |              | Livealbum       |
| Candy store                                                         | 22-06-2007            | 30-06-2007            | 32              | 11           |                 |
| Funked up & chilled out                                             | 29-05-2009            | 11-04-2009            | 20              | 9            |                 |
| Crazy                                                               | 07-10-2011            | 08-10-2011            | 30              | 6            |                 |
| Together                                                            | 14-04-2017            | 22-04-2017            | 44              | 2            |                 |
| We never stop                                                       | 05-11-2022            | 05-11-2022            | 20              | 1*           |                 |

| Album met hitnotering(en) in de Vlaamse Ultratop 200 albums | Datum van verschijnen | Datum van binnenkomst | Hoogste positie | Aantal weken | Opmerkingen |
| ----------------------------------------------------------- | --------------------- | --------------------- | --------------- | ------------ | ----------- |
| Together                                                    | 2017                  | 22-04-2017            | 193             | 1            |             |

### Singles
| Single met eventuele hitnotering(en) in de Nederlandse Top 40 | Datum van verschijnen | Datum van binnenkomst | Hoogste positie | Aantal weken | Opmerkingen                                                                  |
| ------------------------------------------------------------- | --------------------- | --------------------- | --------------- | ------------ | ---------------------------------------------------------------------------- |
| Lily was here                                                 | 1989                  | 28-10-1989            | 1(5wk)          | 15           | met David A. Stewart / Nr. 1 in de Nationale Hitparade Top 100               |
| Saxuality                                                     | 1990                  | 02-06-1990            | 4               | 8            | Nr. 3 in de Nationale Top 100 / Veronica Alarmschijf Radio 3                 |
| Heavenly city                                                 | 1990                  | 22-09-1990            | tip6            | -            | Nr. 50 in de Nationale Top 100                                               |
| Sax-a-go-go                                                   | 1993                  | 13-02-1993            | 10              | 8            | Nr. 12 in de Mega Top 50 / Radio 3 Megahit                                   |
| Pick up the pieces                                            | 1993                  | 29-05-1993            | tip3            | -            | Nr. 46 in de Mega Top 50                                                     |
| Wake me when it's over                                        | 1995                  | 21-10-1995            | tip9            | -            |                                                                              |
| For the love of you                                           | 1997                  | 05-04-1997            | tip9            | -            | Nr. 63 in de Mega Top 100                                                    |
| What's in your head                                           | 2003                  | -                     |                 |              | Nr. 99 in de Mega Top 100                                                    |
| Merry Christmas baby                                          | 2004                  | 25-12-2004            | 6               | 3            | met Trijntje Oosterhuis / Nr. 4 in de Mega Top 50                            |
| Als je iets kunt doen                                         | 06-01-2005            | 15-01-2005            | 1(4wk)          | 9            | Als onderdeel van Artiesten voor Azië / Nr. 1 in de Mega Top 50/ Alarmschijf |
| Hey now                                                       | 2011                  | 15-10-2011            | tip16           | -            |                                                                              |
| L.I.A.B.                                                      | 2018                  | -                     |                 | -            | met Sevn Alias / Nr. 33 in de Mega Top 50                                    |

| Single met hitnotering(en) in de Vlaamse Ultratop 50 | Datum van verschijnen | Datum van binnenkomst | Hoogste positie | Aantal weken | Opmerkingen                                       |
| ---------------------------------------------------- | --------------------- | --------------------- | --------------- | ------------ | ------------------------------------------------- |
| Lily was here                                        | 1989                  | 25-11-1989            | 2               | 16           | met David A. Stewart / Nr. 1 in de Radio 2 Top 30 |
| Saxuality                                            | 1990                  | 16-06-1990            | 24              | 9            | Nr. 18 in de Radio 2 Top 30                       |
| Sax-a-go-go                                          | 1993                  | 20-03-1993            | 32              | 4            | Nr. 26 in de Radio 2 Top 30                       |

### NPO Radio 2 Top 2000
| Nummer met noteringen in de NPO Radio 2 Top 2000 | '99  | '00  | '01 | '02  | '03 | '04  | '05-'11 | '12  | '13  | '14  |
| ------------------------------------------------ | ---- | ---- | --- | ---- | --- | ---- | ------- | ---- | ---- | ---- |
| Lily Was Here (met David A. Stewart)             | 1081 | 1891 | -   | 1711 | -   | 1959 | -       | 1523 | 1881 | 1411 |

1. ↑  Een '-' betekent dat het nummer niet was genoteerd en een vetgedrukt getal geeft de hoogste notering aan.
2. ↑  Deze tabel is bijgewerkt tot en met de laatste editie (2024).